# Рамзи (Абдуллаев)
Манан (Маннон, Абдуманнон) Абдуллаев (Рамзи) (1893 или 1896, Ташкент, Ташкентский уезд, Сырдарьинская область, Туркестанский край, Российская империя — 27 апреля 1938, Узбекская ССР, СССР) — советский таджикский государственный и партийный деятель.

## Биография
Родился в узбекской семье рабочего-чугунолитейщика, отец умер в 1911. С подросткового возраста работал, с 1906 на «дворовых работах», с 1913 до 1916 рабочим завода Айсахана. С 1917 в Ташкенте участвовал в деятельности местного «Союза учащихся», учился и одновременно работал учителем.
В 1919 становится членом РКП(б). С января 1920 заведует политическим отделом Старо-Городского отдела народного образования, с 1921 член и заведующий отделом народного образования городского исполнительного комитета. С 1922 член коллегии народного комиссариата просвещения Туркестана. С октября того же года 2-й заместитель председателя Старо-Городского исполкома города. Тогда же избирается членом центральной контрольной комиссии коммунистической партии Туркестана и кандидатом в члены центрального исполнительного комитета. С 1923 до 1924 заведовал отделом народного образования в городе или области (точно неизвестно), был 1-м секретарём районного комитета партии, предположительно в Ташкенте. 1 января 1924 исполнительным бюро ЦК КПТ утверждён к избранию на предстоящий съезд советов Туркестана членом Туркестанского ЦИК от Сырдарьинской области. С того же периода являлся главным редактором краевой газеты «Туркестан». С 1924 до 1925 председатель Памирского партийного бюро ЦК КП(б). Также 19 августа 1924 утверждён исполнительным бюро ЦК КПТ членом Памирского революционного комитета.
С декабря 1926 состоял главным редактором центрального печатного органа ЦК КП Узбекской ССР на узбекском языке — газеты «Кзыл Узбекистан» («Красный Узбекистан»). С марта 1927 до марта 1929 являлся народным комиссаром просвещения Узбекской ССР. С июля 1929 до 1930 работал директором Узбекского научно-исследовательского института при Народном комиссариате просвещения республики. 1 сентября 1930 арестован в Самарканде, проходил вместе с М. М. Ходиевым и рядом других по делу организации «Миллий иттиход» («Национальное освобождение»), оно же дело работников народного комиссариата просвещения. Доставлен в Москву, обвинялся в буржуазном национализме, 31 марта 1933 предположительно во внесудебном порядке коллегией ОГПУ приговорён к ВМСЗ, но затем приговор заменён на 10 лет лишения свободы. Однако уже в следующем, 1934 году, из-под стражи досрочно освобождён.
В дальнейшем работал начальником отдела подготовки кадров завода «Ростсельмаш». 17 августа 1937 арестован НКВД в Ростове-на-Дону. Упоминался в показаниях подсудимого А. И. Икрамова на Третьем московском процессе. Включен в так называемый «сталинский список» рекомендованных к осуждению по 1-й категории (расстрелу) в Узбекской ССР от 28 марта 1938. 27 апреля 1938 приговорён ВКВС СССР к ВМН и в тот же день расстрелян.